# اودابووالا
اودابووالا (به لاتین: Udabowala) یک منطقهٔ مسکونی در سری‌لانکا است که در استان مرکزی (سری‌لانکا) واقع شده‌است.